# Bardanès Tourkos
Bardanès Tourkos (en grec : Βαρδάνης ὁ Τοῦρκος, « Bardanès le Turc ») est un général et sénateur byzantin d'origine arménienne qui lance une rébellion infructueuse contre l'empereur Nicéphore Ier en 803. Bien qu'il soit un fervent partisan de l'impératrice byzantine Irène l'Athénienne, il est nommé commandant en chef de l'armée d'Anatolie par Nicéphore qui vient de renverser Irène. C'est de ce poste qu'il lance une révolte en juillet 803, probablement en réaction aux politiques économiques et religieuses de Nicéphore. Ses troupes marchent vers Constantinople mais ne parviennent pas à susciter le soutien populaire. C'est à ce moment que plusieurs de ses partisans les plus importants désertent. Bardanès est alors réticent à affronter les troupes loyalistes et préfère abandonner. Il choisit de se rendre en personne. Peu après, il se retire comme moine dans un monastère qu'il a fondé. C'est là qu'il est aveuglé, probablement sur ordre de Nicéphore.

## Origine et début de carrière

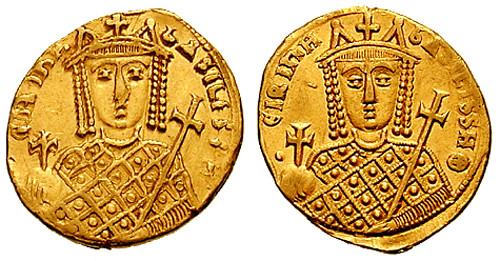
Solidus en or de l'impératrice Irène datant de son règne.

Rien n'est connu des premières années de la vie de Bardanès. Il est souvent considéré par les historiens modernes comme un Arménien sur la base de son prénom (une forme hellénisée de « Vardan »). Celui-ci pousse d'ailleurs le généalogiste Christian Settipani à rattacher Bardanès à la famille Mamikonian à travers son père Constantin, protostrator en 766, fils de Bardanios, patrice déjà décédé en 766, peut-être le neveu d'Artabasde, dans son côté peut-être le neveu de Philippicos, mais selon l'historienne de l'Arménie médiévale, Nina Garsoïan, la thèse de la descendance de Bardanès et d'autres nobles arméno-byzantins des Mamikonian « attrayante qu'elle soit […] ne peut être prouvée, faute de sources ». Il est probablement le frère ou le beau-frère de Bardas, lequel est le père du futur Léon V. Quant à son sobriquet de « Tourkos » qu'on lui attribue après sa révolte, il est probablement désobligeant et pourrait suggérer une origine khazar.
Il a épousé Dominika, nonne après veuve. Leur fille Irène était la future épouse de Léon Sklèros, et leur fille Thekla était la future première épouse de Michel II.
Bardanès est probablement le même personnage que le patrice Bardanios qui apparaît dans la chronique de Théophane le Confesseur au milieu des années 790. Il occupait la fonction de domestique des Scholes et est envoyé pour arrêter Platon de Sakkoudion pour son opposition au second mariage de l'empereur Constantin VI à Théodote, la nièce de Platon. En 797, il est mentionné comme stratège du thème des Thracésiens et est un partisan de l'impératrice-mère Irène l'Athénienne qui usurpe le trône aux dépens de son fils Constantin VI,. Le lundi de Pâques de 799, il est mentionné comme l'un des quatre patrices (aux côtés de Nicétas Triphyllios, Sisinnios Triphyllios et Constantin Boilas) qui conduisent les chevaux du quadrige impérial lors d'une procession triomphale du palais à l'église des Saints-Apôtres,. 
Irène est finalement renversée et exilée par le logothète général (l'équivalent du ministre des finances) Nicéphore le 31 octobre 802. À cette époque, Bardanès est patrice et stratège des Thracésiens mais reçoit bientôt le commandement du puissant thème des Anatoliques en 803. L'année suivante, il prépare une campagne contre les Arabes après que Nicéphore a refusé de prolonger le paiement du tribut annuel au califat abbasside. L'empereur semble avoir nommé Bardanès au poste de monostratège (soit commandant en chef) des cinq thèmes terrestres d'Anatolie ou de l'Est. Ce poste est conféré uniquement dans des cas exceptionnels. Néanmoins, cette nomination n'est pas certaine : en effet, il n'est mentionné comme monostratège que dans quelques sources plus tardives, tandis que les sources plus contemporaines le mentionnent seulement comme stratège des Anatoliques. Il est possible que les sources plus récentes aient mal interprété son titre de « général de tout l'Orient ».

## Révolte
En juillet 803, une armée abbasside dirigée par Al-Qasim, un fils du calife Hâroun ar-Rachîd, se dirige vers la frontière byzantine. Nicéphore s'étant cassé le pied au début du mois de mai, il confie le commandement de l'armée byzantine à Bardanès. Il ordonne ensuite aux armées thématiques d'Anatolie de se rassembler dans le thème des Anatoliques. Au milieu du mois de juillet 803 (la date varie selon les historiens), Bardanès est déclaré empereur par les troupes des thèmes des Anatoliques, de l'Opsikion, des Thracésiens et des Bucellaires. Toutefois, soit en raison de la rivalité traditionnelle qu'il entretient avec le thème des Anatoliques, soit parce que ses troupes n'ont pas encore rejoint le reste de l'armée, le thème des Arméniaques ne se joint pas à la révolte. Une autre raison pourrait être la participation de Bardanès à la répression de la rébellion du thème des Arméniaques en 793 qui aurait laissé un sentiment d'hostilité envers lui. Les chroniqueurs byzantins ayant fait le récit de la révolte de Bardanès s'accordent sur le fait que les troupes sont principalement motivées par des motifs économiques. Nicéphore a en effet mis en place une politique de rigueur budgétaire pour assainir les finances de l'empire. Ainsi, l'empereur révoque l'exemption de la taxe sur l'héritage pour les soldats. En outre, il semble ne pas avoir payé leur solde durant un certain temps. De son côté, Bardanès est bien perçu sur cette question. Il a par exemple partagé équitablement le butin provenant des campagnes contre les Arabes entre ses soldats.
Les motivations personnelles de Bardanès Tourkos sont moins claires. Selon les chroniqueurs byzantins, il accepte l'acclamation comme empereur avec réticence, après avoir supplié vainement les soldats de lui permettre de partir. Toutefois, selon un autre récit, peu avant sa révolte, Bardanès, accompagné par ses trois principaux adjoints, Thomas le Slave, Léon l'Arménien et Michel l'Amorien, rendent visite à un moine à Phylomélion pour connaître le résultat de leur révolte. Le moine aurait prédit l'échec de la rébellion, que Thomas lancerait un autre soulèvement et que Léon et Michel régneraient comme empereurs. Si cette version est exacte et n'est pas une invention postérieure, cela pourrait suggérer que Bardanès aurait planifié sa révolte. Au-delà de toute ambition personnelle, Bardanès est aussi un membre de l'aristocratie terrienne et un fervent iconophile qui soutient le régime d'Irène. De ce fait, il peut aussi être vu comme un représentant de l'opposition des élites traditionnelles aux politiques de Nicéphore. C'est le cas dans le domaine religieux, où l'empereur maintient une neutralité prudente envers les iconoclastes et les iconophiles, et dans le domaine socio-financier, où les nouvelles taxes sur la propriété foncière et l'expropriation des domaines ecclésiastiques heurtent les intérêts de cette élite. En outre, l'historien Warren Treadgold suggère que la révolte est une réaction contre l'usurpation de Nicéphore et aurait donc pour objectif affiché la restauration d'Irène. Toutefois, la mort de celle-ci à Lesbos le 8 août prive les rebelles de toute revendication en ce sens.

L'Asie Mineure byzantine et la frontière byzantino-arabe à l'époque de la révolte de Bardanès.

Le soulèvement éclate probablement à Amorium, la capitale du thème des Anatoliques. De là, l'armée rebelle comprenant la moitié des forces militaires disponibles de l'empire se dirige vers le nord-ouest. Elle suit la route militaire vers Nicomédie puis vers Chrysopolis, la ville située sur la rive asiatique du Bosphore en face de Constantinople. Bardanès y reste durant huit jours, attendant qu'une révolte éclate contre Nicéphore au sein de la capitale impériale, sans résultat. Il décide de se replier vers la grande base de Malagina. Là, deux de ses adjoints, Michel l'Amorien et Léon l'Arménien, font défection. Ils sont richement récompensés par Nicéphore. Michel devient comte de la Tente de l'empereur et Léon est nommé commandant du régiment des Foederati.
Cette désertion accroît le découragement de Bardanès qui, réticent à l'idée de faire face à l'armée loyaliste, opte pour une reddition négociée par le biais de la médiation de Joseph, l'higoumène du monastère de Kathara qui a officié lors du second mariage de Constantin VI. Bardanès reçoit une lettre signée par le patriarche Taraise de Constantinople et plusieurs sénateurs importants qui lui garantit à lui et à ses subordonnés de ne pas être punis s'ils se rendent. Pour prouver sa bonne foi, Nicéphore envoie sa propre croix en or avec la lettre. Satisfait par ces assurances, Bardanès quitte son armée le 8 septembre et rejoint Nicée puis le monastère d'Héraclée à Cios. De là, il embarque sur un navire qui l'emmène sur l'île de Prote. Il prend alors le nom monastique de Sabbas et entre dans un monastère qu'il a fondé par le passé,.

## Suites de la révolte
Après le retrait de Bardanès, Nicéphore le démet de ses fonctions officiellement et confisque la plupart de ses biens. Les autres généraux thématiques ayant pris part à la révolte sont aussi démis de leurs fonctions, ainsi que plusieurs évêques importants d'Anatolie occidentale, tandis que les soldats ne sont pas payés durant toute une année.
En décembre 803 (en 804 selon Treadgold), un groupe de soldats lycaoniens (peut-être des pauliciens) débarque à Prote et aveugle Bardanès. C'est un acte symbolique d'une grande importance : en effet, l'aveuglement est le traitement infligé habituellement aux hérétiques et aux rebelles, ainsi qu'aux empereurs déposés et autres rivaux politiques pour éviter que ceux-ci ne deviennent une menace. Cet acte est probablement accompli sur la requête de l'empereur lui-même, bien que, dans une déclaration publique ultérieure devant le Sénat byzantin, Nicéphore jure qu'il n'a rien à voir avec cette affaire. Bien que la plupart des historiens modernes croient en l'implication directe de Nicéphore, Treadgold pense que les soldats ont agi de leur propre chef car Bardanès n'était plus une menace crédible pour l'empereur. Quoi qu'il en soit, ces soldats ne sont pas condamnés en dépit de la pression du patriarche et du Sénat ainsi que de la promesse de Nicéphore de les punir. 
La révolte de Bardanès affaiblit temporairement les Byzantins, notamment dans leurs capacités à traiter avec la menace arabe en Orient. Toutefois, l'invasion de Qasim est d'une ampleur limitée et l'intervention bien plus importante de son père peu après n'aboutit à aucun affrontement militaire. Haroun se replie après qu'une trêve est conclue en échange d'une modeste somme. Ainsi, la révolte de Bardanès n'a pas affecté sérieusement l'armée et les provinces anatoliennes de l'empire. Néanmoins, elle est représentative du mécontentement des soldats envers Nicéphore qui refait surface dans les années suivantes et reste une source constante de troubles tout au long de son règne.